# Oribotritia asiatica
Oribotritia asiatica är en kvalsterart som beskrevs av Hammer 1977. Oribotritia asiatica ingår i släktet Oribotritia och familjen Oribotritiidae.

## Underarter
Arten delas in i följande underarter:
- O. a. asiatica
- O. a. norikoae